# Coursetia heterantha
Coursetia heterantha är en ärtväxtart som först beskrevs av August Heinrich Rudolf Grisebach, och fick sitt nu gällande namn av Matt Lavin. Coursetia heterantha ingår i släktet Coursetia, och familjen ärtväxter. Inga underarter finns listade i Catalogue of Life.